# Willem van Haren
Willem van Haren (født 17. oktober 1626 i Leeuwarden, død 15. april 1708 sammesteds) var en grietman (en slags borgmester) i het Bildt, rentmeester (rentemester, en slags embedsmand) af domænerne, statsmand, diplomat, kurator ved Universitetet i Franeker. Han udførte forskellige diplomatiske missioner, herunder til Danmark, Sverige, Köln og England. Han blev venner med Karl XI af Sverige. Van Haren var blandt andet involveret i forhandlingerne om Freden i Nijmegen.

## Liv og gerning
Willem van Haren voksede op i Leeuwarden, hvor familien boede i en stor ejendom, der nu bruges af Princessehof keramikmuseum. Han giftede sig omkring august 1660 med Elisabeth van Hemmema, datter af Duco van Hemmema. Willem van Haren boede i Van-Harens-slottet i Sint Annaparochie. Han skaffede advokaten Gerard Noodt en ansættelse ved Hogeschool van Franeker (Universitetet i Franeker).
Fra 1652 til 1698 var Willem van Haren grytman i het Bildt. I denne periode var han bygherre for Van Harenskerk i Sint Annaparochie, opført i 1683 og opkaldt efter ham. I 1686 blev der bygget et gravkapel bag kirken til fordel for hans familie. Karl XI skænkede tunge døre af kobber til gravkapellet. I 1698 gav han afkald på stillingen aom grietman til fordel for sin fætter Adam Ernst van Haren.
Den 26. december 1688 døde Willem van Harens hustru i en alder af 53. Selv døde han først i 1708, da 81 år gammel. Begge blev begravet i gravkapellet. Der findes i kapellet et epitaf: Mudana Vana Caduca Nil (Den jordiske er forgæves, skær intet). Teksten lyder:
"Stol på Gud, verden er lille, lær at dø. Willem van Haren, af en adelig familie, skudt fra Valkenburg over Maas, og Elisabeth van Hemmema, begge mens de stadig var i live, huskede menneskelig skrøbelighed og fik denne kirkegård grundlagt i det Herrens år 1686, da de havde levet i 28 år i et lykkeligt ægteskab i medgang [velstand] og modgang."